# Jakub Đỗ Mai Năm
Św. Jakub Đỗ Mai Năm (wiet. Giacôbê Đỗ Mai Năm) (ur. ok. 1781 r. w Đông Biên, prowincja Thanh Hóa w Wietnamie – zm. 12 sierpnia 1838 r. w Bảy Mẫu w Wietnamie) – ksiądz, męczennik, święty Kościoła katolickiego.

## Życiorys
Jakub Đỗ Mai Năm urodził się w Đông Biên, prowincja Thanh Hóa. Święcenia kapłańskie przyjął w wieku 32 lat. Został aresztowany podczas prześładowań i uwięziony w Nam Định. Ścięto go razem z Antonim Nguyễn Đích i Michałem Nguyễn Huy Mỹ 12 sierpnia 1838 r. 
Dzień wspomnienia: 24 listopada w grupie 117 męczenników wietnamskich.
Beatyfikowany 27 maja 1900 r. przez Leona XIII. Kanonizowany przez Jana Pawła II 19 czerwca 1988 r. w grupie 117 męczenników wietnamskich.